# Rohan Oza
 (août 2022).
Rohan Oza, né le 2 octobre 1971, est un homme d'affaires, investisseur et expert en marketing américain de plusieurs grandes marques. Il a régulièrement participé à l'émission de téléréalité Shark Tank, diffusée sur ABC.

## Jeunesse et scolarité

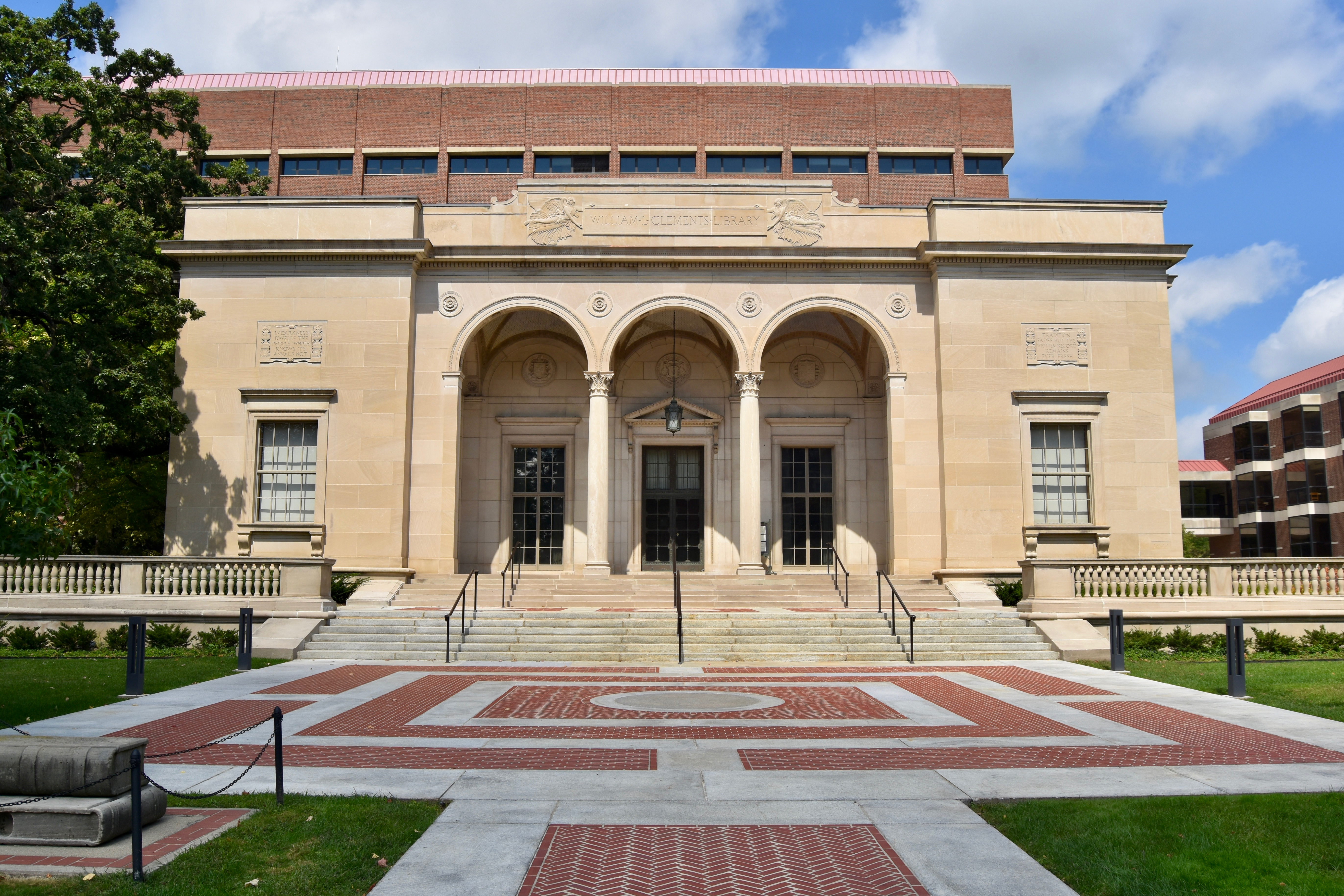
Université du Michigan

Rohan Oza est né en Zambie dans une famille d'origine indienneet commence ses études à Harrow School.
Oza a étudié la fabrication et l'ingénierie industrielle à l'université de Nottingham. Il s'est ensuite tourné vers le marketing et la stratégie d'entreprise à l'université du Michigan, où il a obtenu son MBA.

## Carrière
Il a commencé sa carrière dans la ville de Slough en tant que responsable de la fabrication des M&M's.
Il a fait ses débuts dans le marketing en faisant de la publicité pour Snickers en Europe. Il a ensuite été embauché comme directeur marketing pour The Coca-Cola Company.
Il quitte Coca-Cola en 2002 pour rejoindre l'entreprise de boisson américaine Energy Brands, connu pour sa Vitaminwater. En 2007, Coca-Cola achète Energy Brands dans le cadre d'une acquisition pour 4,2 milliards de dollars, élargissant ainsi le portefeuille de l'entreprise.
En tant qu'investisseur, il a travaillé aux côtés de Justin Timberlake pour la marque Bai Brands et a réussi à convaincre le groupe Dr Pepper Snapple d'acheter la société pour 1,7 milliard de dollars.